# Az ENSZ Titkársága
Az Egyesült Nemzetek Titkársága, egyike az ENSZ hat főszervének (a) a Közgyűlés, (b) a Biztonsági Tanács, (c) a Gazdasági és Szociális Tanács, (d) a Gyámsági Tanács (már nem működik) és (e) a Nemzetközi Bíróság mellett. A Titkárság az ENSZ végrehajtó szerve. Fontos szerepe van a tanácsadó és döntéshozó szervek (a Közgyűlés, a Biztonsági Tanács, a Gazdasági és Szociális Tanács) napirendjének kialakításában és a meghozott döntések végrehajtásában. A főtitkár - akit a Közgyűlés nevez ki - a Titkárság vezetője. Állandó személyzetének száma - melynek tagjai a tagállamok nemzetiségei - 1 549-ről (1949) 43 747-re nőtt (2011).

## Titkárok mandátuma
Ez a mandátum igen széles körű. Dag Hammarskjöld – a Titkárság második főtitkára – a következőképpen írta le a titkárok hatáskörét: „Az ENSZ az, amivé a tagállamok teszik; de a kormányzati tevékenység és együttműködés következtében sok múlik a Titkárság munkáján… kreatív kapacitása van. Új ötleteket tud bemutatni, a megfelelő formában kezdeményezéseket tud tenni. Ezeket pedig a tagállamok kormányainak megállapításai elé helyezheti, ami hatással van a cselekedeteikre.” A Politikai Ügyek Főosztálya, melynek szerepe a külügyminisztériumokhoz hasonló, egy része a Titkárságnak. A Titkárság a Közgyűlés és a Biztonsági Tanács fő gazdasági és politikai vizsgálója; végrehajtja a döntéshozó szervek által kezdeményezett műveleteket; politikai missziókat irányít; előkészíti a műveleteket megelőző felméréséket; kijelöli a békefenntartó műveletek vezetőit; kutatásokat és felméréseket folytat le; nem állami szereplőkkel és nem-kormányzati szervezetekkel kommunikál; illetve a nemzetközi szerződések és egyezmények kiadásáért felelős.  

## Alkalmazottak
A Titkárságon 44.000 nemzetközi köztisztviselő dolgozik. Alkalmasságukat a köztiszti szolgáltatás betöltésére egy, az ENSZ által igazgatott, világszerte kínált vizsgán alapul, kiegészítve egy kidolgozott, versenyképes kérelemmel. Az ENSZ Alapokmánya értelmében a tagsághoz szükséges képzettség „a legmagasabb mértékű hatékonyságot, versenyképességet és tisztességet” tartalmazza. A személyzet tagjait a főtitkár nevezi ki egyedül és az ENSZ szervei által felhatalmazottak. A titkárok ideiglenes vagy állandó státusszal rendelkeznek, a főtitkár belátása szerint. A tagok toborzása közben, a földrajzi változatosság különösen jelentős tényező annak érdekében, hogy megfelelően tükröződjön az tagállamok jelenléte az ENSZ-ben.
Székhelye New Yorkban található, de a Titkárság illetékes irodákon keresztül működik Addisz-Abebában, Bangkokban, Bejrútban, Genfben, Nairobiban, Santiago de Chilében és Bécsben, a világszerte meglévő többi irodán kívül.
Egy tanulmány szerint az alábbi tényezők játszanak szerepet a Titkárság személyzetének kiválasztásában: elhivatottság egy minimális számú tisztviselő eléréséhez minden egyes országban, népesség mérete, kivetések felmérése. A legnagyobb arányú képviselettel kicsi, gazdag demokráciák rendelkeznek. Az északi államok kimagaslanak túlzott mértékű képviseletükkel.

## A nők helyzete a Titkárságban
A nők reprezentáltságának fokozása az ENSZ-ben már 1970 óta  – különösképpen a vezetői és döntéshozatali pozíciókban, a  D1-es szinten és afelett - a Közgyűlés fontos célja volt. 1984 óta a Titkárság annak érdekében, hogy mielőbb elérje a nemek közötti egyenlőséget, kiadott számos ötéves időtartamra szóló „akciótervet”, hogy ezzel erősítse a nők helyzetét a szerven belül. Ezek a tervek ennek ellenére nem hozták meg a várva várt hatást és a nemi egyenlőség elérésének folyamata lassan haladt tovább.
1994 decemberében az ENSZ Közgyűlés csalódottságát fejezte ki, hogy a nemek egyenlőségének elérése nem teljesült, ezért felszólította a főtitkárt, hogy helyezze előtérbe a nők toborzását és előrébbjutását, elérve ezzel az 50-50%-os jelenlétet a nemek között a D1 szinten és afelett 2000-re. 2004 februárjában a célt újra átdolgozták és kitolták a határidejét 2015-re. Ám 2009-ben a tervek és a Közgyűlés határozatai ellenére, az arány jóval a kitűzött cél alatt maradt 29,2%-kal.

### A nők jelenléte a döntéshozó szinteken
A nők képviseltsége D1-es szinten 2000-es adatok szerint 30,3% volt. Ez a szám ahelyett, hogy nőtt volna a következő évtizedben, csak lecsökkent 26,7%-ra. 2011-ben már 27,4%-os volt a nők aránya, amely 0,6%-os növekedést jelentett két év alatt. A jelenlegi növekedés mértéke alapján a nemek között egyenlőség a D1-es és afeletti szinteken 102 év múlva következhetne be. D2-es szinten a nők aránya 2011-ben 24,4%-os volt.

### Speciális intézkedések a nemek közötti egyenlőség elérésére
Hogy biztosítsák a Közgyűlés által adott utasításának teljesítését a nemek egyenlőségére vonatkozóan, a Titkárság 1999-ben egy adminisztratív előírást hirdetett „Speciális intézkedések a nemek közötti egyenlőség elérésére” néven.
2012. szeptember 4-én Pan Gimun, a jelenlegi főtitkár, éves jelentésében a Közgyűléshez - melynek címe „A nők helyzetének javulása az ENSZ rendszerében” – kifejtette, hogy a Speciális intézkedések célja a nemi egyensúly létrehozása a toborzásban és az előléptetésben illetve, hogy a Speciális intézkedések hatályban maradnak mindaddig, míg a nemek közti egyenlőség meg nem valósul és fenntartható. A főtitkár javaslataiban kiemelte, hogy a Titkárság a Politikai Bizottság döntése értelmében "biztosítani kívánja a Speciális intézkedések hatékony végrehajtását. Ilyen intézkedések többek között az egyenlően megválasztott mandátumok vagy a magasabban szakképzett nők alkalmazása..."

## Főtitkár

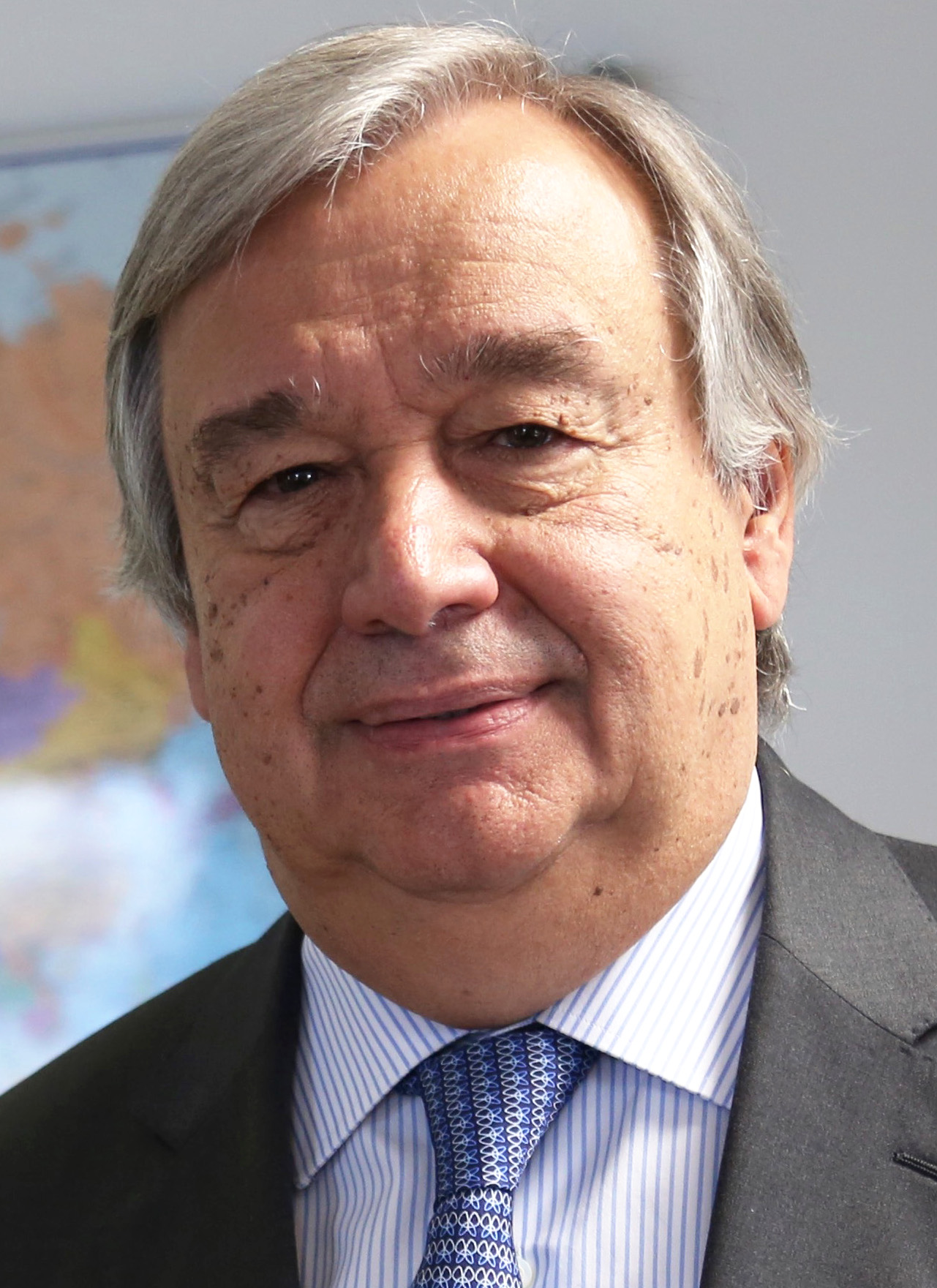
António Guterres, a jelenlegi főtitkár

Egy főtitkár feladatai közé tartozik a nemzetközi viták rendezésének segítése, békefenntartó műveletek igazgatása, nemzetközi konferenciák szervezése, a Biztonsági Tanács határozatainak végrehajtásáról szóló információ összegyűjtése, emellett tanácsadás a tagállamok kormányaival kapcsolatos különféle kezdeményezések esetén. A főtitkár felhívja a Biztonsági Tanács figyelmét bármely kérdésben, ha az a nemzetközi békét és biztonságot fenyegeti.

## A szervezet
A Titkárság különböző irodákra és osztályokra tagolódik. A hierarchia a következőképpen alakul ki közöttük:
 
Hivatal: legalább 20 magas szintű szakember egy D2-es személyzeti tag felügyelete alatt (osztályvezető), vagy néhány esetben 
Szolgálat: legalább 8 magas szintű szakember egy D1-es személyzeti tag felügyelete alatt (főadminisztrátor)
Részleg: legalább 4 magas szintű szakember egy P4-es (8-12 év tapasztalat) vagy P5-ös (13-17 év tapasztalat) személyzeti tag felügyelete alatt
Egység: legalább 4 pozíció egy vezető felügyelete alatt 

### Irodák
- Főtitkári Végrehajtó Hivatal (EOSG)
- Belső Felügyeleti Szolgáltatások Hivatala (OIOS)
- Jogügyi Hivatal (OLA)
- Leszerelési Ügyek Hivatala (ODA)
- Humanitárius Ügyek Koordinációs Hivatala (OCHA)
- Az ENSZ Emberi Jogi Főbiztossága (OHCHR)
- Az ENSZ Menekültügyi Főbiztosa (UNHCR)
- Az ENSZ Kábítószer- és Bűnügyi Hivatala (UNODC)
- Legkevésbé Fejlett Országok, Szárazföldbe Zárt Országok és Fejlődő Kis Szigetországok Főképviselőjének Hivatala (UN-OHRLLS)

### Főosztályok
- Politikai Ügyek Főosztálya (DPA)
- Békefenntartó Műveletek Főosztálya (DPKO)
- Gazdasági és Szociális Ügyek Főosztálya (DESA)
- Műveleti Területeket Támogató Főosztály (DFS)
- Menedzsment Főosztály (DM)
- Közgyűlés- és Konferenciamenedzsment Főosztály (DGACM)
- Tájékoztatási Főosztály (DPI)
- Biztonsági és Védelmi Főosztály (DSS)

### Központon kívüli irodák
- ENSZ Genfi Hivatala
- ENSZ Bécsi Hivatala
- ENSZ Nairobi Hivatala

### Regionális bizottságok
- Afrikai Gazdasági Bizottság (ECA) – Addisz-Abeba
- Európai Gazdasági Bizottság (ECE) – Genf
- Latin-amerikai és Karib-térségi Gazdasági Bizottság (ECLAC) – Santiago de Chile
- Ázsiai és Csendes-óceáni Gazdasági és Szociális Bizottság (ESCAP) – Bangkok
- Nyugat-ázsiai Gazdasági és Szociális Bizottság (ESCWA) - Bejrút

## Reformok
Az alakulása óta, a Titkárság alapos reformokon esett át. 2005. március 21-én az akkori főtitkár, Kofi Annan, előterjesztett számos reformot a Titkárságnak. Bejelentette szándékait egy úgynevezett tudományos tanácsadó kinevezésére, egy béketeremtést támogató iroda létrehozására, egy kabinet stílusú döntéshozatali mechanizmus alapítására és hogy erősíteni kell a közvetítői funkciót. Arra is kérte a Közgyűlést, hogy irányozzon elő alapokat az egyszeri alkalmazottak kivásárlására; dolgozzon vele együtt a költségvetés és emberi erőforrások szabályainak felülvizsgálásában, biztosítson a főtitkárnak nagyobb irányítást és rugalmasságot; erősítse az iroda belső felügyeleti szolgáltatásait; és vizsgálja felül az összes öt évnél régebbi mandátumot, hogy lássa az érintett tevékenység folytatása szükséges-e a továbbiakban vagy pedig a számukra biztosított forrásokat át lehet-e csoportosítani új és felmerülő kihívások érdekében.  